# Llista de personatges originals de la saga El Senyor dels Anells
En aquesta pàgina segueix un llista de personatges originals que apareixen a l'adaptació cinematogràfica que el director Peter Jackson va fer d'El Senyor dels Anells de J. R. R. Tolkien.

## Brego
Brego és un cavall que pertant al fill de Théoden, Théodred, que és abatut en un combat contra els orcs. A la pel·lícula, Àragorn parla amb Brego en síndarin per tranquil·litzar-lo. Àragorn li diu a Éowyn que l'alliberi, ja que el cavall ja ha vist prou guerra. La primera escena entre Àragorn i Brego només apareix a la versió ampliada de Les Dues Torres.
Més tard, de camí a la Gorja d'en Helm, Àragorn és ferit en un combat contra orcs i huargs, caient per un precipici i acabant en un riu. Brego, aleshores, troba a l'hereu d'Isildur, estirant-se al seu costat perquè l'home pugui pujar a la seva esquena. El cavall el porta ferit fins a la Gorja d'en Helm. Més tard Àragorn cavalca Brego per fer front als orcs durant la batalla, i encara l'acompanya al camp rohirrim de Dunharrow, però Brego es nega a entrar als Camins dels Morts. No s'especifica si és el mateix cavall que Àragorn utilitza per cavalcar fins a la Porta Negra, tot i que s'hi assembla força.
Brego va ser interpretat principalment per un cavall anomenat Uraeus.

## Éothain i Freda
Éothain (interpretat per Sam Comery) i Freda (interpretada per Olivia Tennet) són dos joves rohirrim. Són enviats per la seva mare, Morwen (interpretada per Robyn Malcolm), per alertar Théoden dels assalts realitzats pels homes salvatges per tot Rohan, on crement pobles sencers. Éothain i Freda es queden a Édoras fins que es reuneixen amb la seva mare poc abans de la batalla de la Gorja d'en Helm.
Éothain va rebre el seu nom d'un personatge de la novel·la, un dels genets d'Éomer. L'Éothain de la novel·la de Tolkien era un dels membres de l'éored d'Éomer que destrueix els orcs que havien capturat, prèviament, els hòbits Merry i Pippin, i que més tard es trobaria amb Àragorn i els seus companys als camps de Rohan. Éothain no era tant confiat com el seu comandant, exposant la idea que els hòbbits mai haguessin existit i discutint l'ofrena de cavalls que se'ls hi fa, especialment amb el nan Guimli.

## Figwit
Figwit és el nom que els seguidors de les pel·lícules van donar a un elf (interpretat per Bret McKenzie) que apareix per primera vegada durant el concili d'Elrond i, més tard, en el camí cap a les Rades Grises. Figwit (o McKenzie) tenen els seus propis seguidors. El nom és un acrònim de la frase anglesa "Frodo Is Great, Who Is That?" (En Frodo és gran, qui és aquest?), sentència que es pensa que van dir els seguidors el primer cop que van veure La Comunitat de l'Anell.

## Haleth
Haleth (interpretat per Calum Gittins) és el fill de Hama. Es tracta d'un dels nous que participa en la batalla de la Gorja d'en Helm. El seu pare era membre de la guàrdia reial i porter de Meduseld, assassinat poc abans per un huarg. Àragorn té una breu conversa amb el noi abans de la batalla. Al llibre, Hama perd la vida durant la mateixa batalla, i no s'esmenta si tenia família. Tolkien fa servir el nom Haleth per dos personatges diferents: un fill del rei de Rohan Helm Hammerhand, que apareix als apèndixs d'El Senyor dels Anells, i una matriarca guerrera dels Edain durant la Primera Era, que apareix a El Silmaríl·lion.

## Irolas
Irolas (interpretat per Ian Hughes) és un oficial de Minas Tirith que apareix després que Fàramir es retiri d'Osgiliath. Participa en la batalla de Minas Tirith. El seu nom prové d'una variació de l'Iorlas, personatge original oncle de Bergil, un noi gondorià de qui es fa amic en Pippin. Originalment, aquest personatge havia de ser Beregond, el pare de Bergil, que també es fa amic de Pippin i té un paper instrumental en la salvació de Fàramir de la pira funerària de Dénethor, però segons els comentaris publicats en DVD es va decidir reduir el paper del personatge fins al punt que van considerar innecessari anomenar-lo "Beregond".

## Lurtz
Lurtz és un dels antagonistes principals de la primera pel·lícula. Es tracta del primer Uruk-hai creat per Saruman i el líder de la partida d'orcs que ataca la Comunitat de l'Anell a Amon Hen. És el responsable de matar en Bóromir en combat, clavant-li tres fletxes al tors des de lluny (al llibre Bóromir és abatut per "nombroses fletxes"). Mentre es prepara per acabar amb Bóromir, Àragorn intervé i es baten en duel. Tot i la destresa de Lurtz, finalment Àragorn el derrota i el mata.
Com Gothmog, va ser interpretat per l'actor neozelandès Lawrence Makoare. El nom de Lurtz no s'esmenta a la pel·lícula, essent conegut només gràcies als crèdits posteriors, el merchandising i els comentaris del DVD.

## Madril
Madril (interpretat per John Bach) és un dels ràngers d'Ithílien que apareix a Les dues torres i a El retorn del rei. Actua com a conseller i segon al comandament de Fàramir durant les seves missions a Ithílien i Osguíliath, realitzant un paper similar al de Mablung i Damrod als llibres.

## Morwen
Morwen (interpretada per Robyn Malcolm) és la mare d'Éothain i Freda. Comparteix el nom amb dos personatges de l'obra de Tolkien: Morwen, muller de Húrin i mare de Túrin i Nienor; i Morwen Steelsheen, una dona de Góndor que es casa amb Thengel de Rohan i acaba essent la mare de Théoden.

## Sharku
Sharku era el capità dels genets de huargs a les ordres de Sàruman. És interpretat per l'actor Jed Brophy.
A la pel·lícula, ell i els seus companys són enviats per Sàruman per atacar als rohirrim d'Édoras mentre es desplacen a l'abisme d'en Helm. Mor a conseqüència de les ferides infligides per Àragorn durant la batalla. No obstant, sobreviu el temps suficient per explicar a Gimli i Légolas que n'Àragorn ha mort. Al llibre, Sharkû és el nom que utilitza Sàruman i els seus servidors per descriure el mag blanc. La traducció seria "home vell".